# Солёное (Калмыкия)
Солёное — село в Яшалтинском районе Калмыкии, административный центр Соленовского сельского муниципального образования. Расположено на реке Джалга в 27 км к юго-востоку от Яшалты
Население — 1385 чел. (2021).
Основано в 1863 году как село Яшалта.

## Название
Первоначально село называлось Яшалта (калм. Яшалта). Данное название можно перевести, как место, где растут ясени, ясенево (калм. Яшал — ясень, та - суффикс совместного падежа). Современное название - село Солёное, скорее всего, отсылает к расположению села в относительной близости от озера Большое Яшалтинское, также известного как Солёное.

## История
Село основано летом 1863 года переселенцами из Воронежской, Курской губерний, с Дона и Полтавщины под названием Яшалта. Согласно другим источникам село основано в 1881 году крестьянами из Екатеринославской губернии, самовольно поселившимися на земле калмыков Большедербетовского улуса. К 1909 году в селе числилось 217 дворов, действовали одноклассное церковно-приходское и школа грамотности, церковь в честь главы Иоанна Церкви. Административно село находилось в Большедербетовском улусе Медвеженского уезда Ставропольской губернии. Постановлением ВЦИК 18 февраля 1924 года Яшалтинская, Эсто- и Немецко-Хагинские волости были переданы из Ставропольской губернии в состав Калмыцкой автономной области.
14 октября 1929 года была организована Соленовская (Яшалтинская) сельхозартель имени Буденного. Она была преобразована из сельскохозяйственного кредитного товарищества.
В это время в Солёном проживало 713 семей. В артель вступили 600 дворов. В 1933-34 годах в селе были организованы колхозы — имени Ворошилова и «Вторая пятилетка». 
С 1938 по 1943 год - административный центр Яшалтинского улуса Калмыкии.
28 декабря 1943 года калмыцкое население было депортировано. Село, как и другие населённые пункты Яшалтинского района, было передано Ростовской области. В августе 1949 года переименовано в село Солёное. В 1954 года на базе четырёх хозяйств - имени Буденного, имени Ворошилова, «Вторая пятилетка», «Красный партизан» был образован колхоз имени Ленина . Село возвращено вновь образованной Калмыцкой автономной области в 1957 году.

## Физико-географическая характеристика

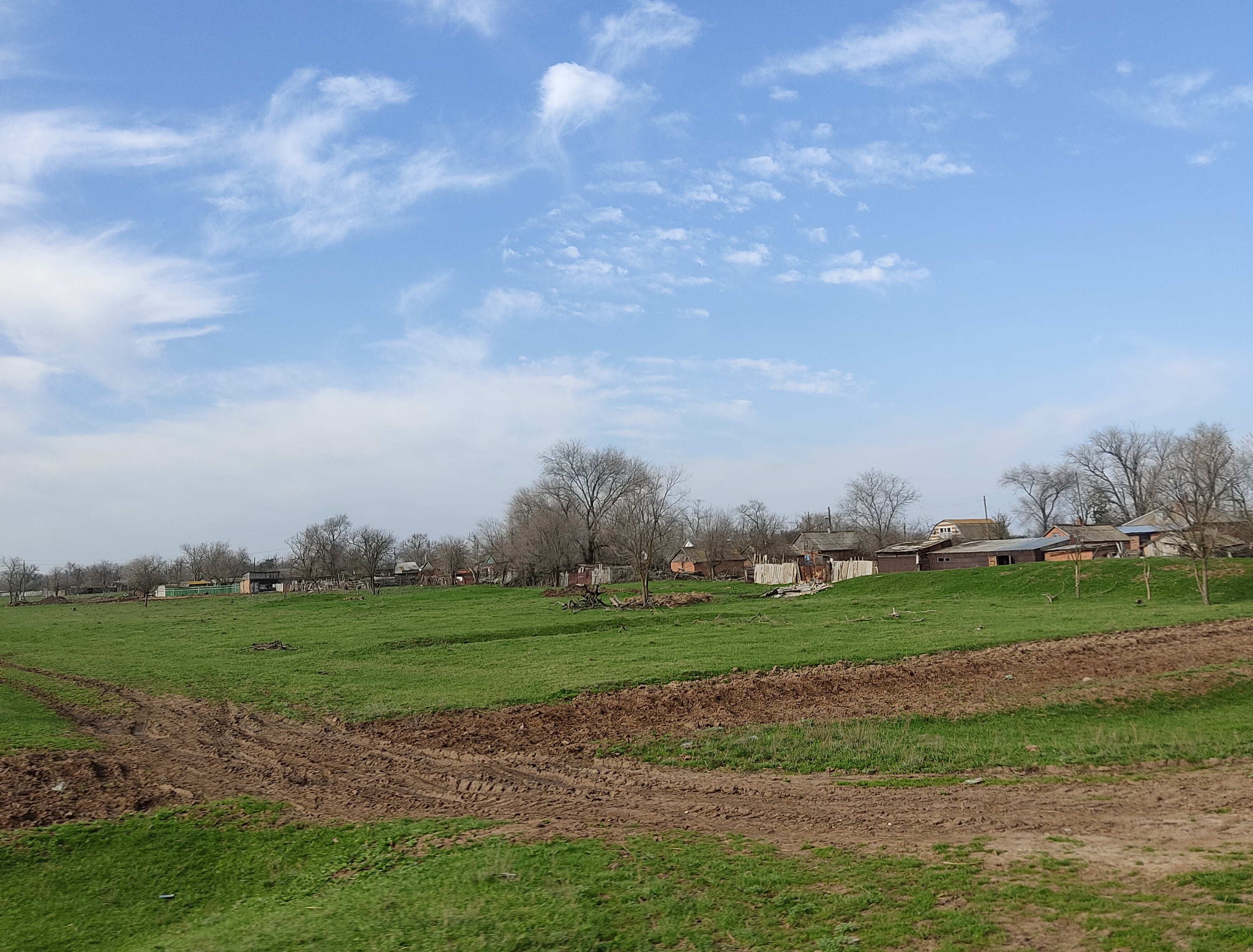
Вид на село

Село расположено на границе Ставропольской возвышенности и Кумо-Манычской низменности на правом берегу реки Джалга. Рельеф местности равнинный. Общий уклон местности с юго-востока на северо-запад. Средняя высота над уровнем моря - 28 м. На реке Джалга имеется несколько прудов. В 4,5 км к юго-западу от села расположено озеро Большое Яшалтинское.
По автомобильной дороге расстояние до столицы Калмыкии города Элиста составляет 180 км, до районного центра села Яшалта - 29 км. Село пересекает автодорога Яшалта — Дивное.
Климат
Согласно классификации климатов Кёппена тип климата - влажный континентальный с жарким летом и относительно холодной зимой (индекс Dfa). Среднегодовая температура воздуха - 10,1 °C, среднегодовая норма осадков - 418 мм. Наименьшее количество осадков выпадает в феврале (27 мм), наибольшее в июне (51 мм).
| Показатель                    | Янв. | Фев. | Март | Апр. | Май  | Июнь | Июль | Авг. | Сен. | Окт. | Нояб. | Дек. | Год  |
| ----------------------------- | ---- | ---- | ---- | ---- | ---- | ---- | ---- | ---- | ---- | ---- | ----- | ---- | ---- |
| Средний суточный максимум, °C | −0,5 | 0,0  | 5,4  | 16,2 | 23,2 | 27,7 | 30,4 | 29,4 | 23,1 | 14,9 | 7,1   | 2,0  | 14,9 |
| Средняя температура, °C       | −3,7 | −3,6 | 1,4  | 10,7 | 17,3 | 21,7 | 24,3 | 23,3 | 17,3 | 10,1 | 3,8   | −0,8 | 10,1 |
| Средний суточный минимум, °C  | −6,9 | −7,1 | −2,5 | 5,2  | 11,4 | 15,7 | 18,2 | 17,2 | 11,6 | 5,4  | 0,5   | −3,6 | 5,4  |
| Норма осадков, мм             | 30   | 25   | 25   | 33   | 42   | 51   | 43   | 39   | 28   | 29   | 35    | 38   | 418  |
| Источник:                     |      |      |      |      |      |      |      |      |      |      |       |      |      |

Почвы
В условиях недостаточного увлажнения в окрестностях села сформировались каштановые солонцеватые и солончаковые почвы
Часовой пояс
Солёное, как и вся Республика Калмыкия, находится в часовой зоне МСК (московское время). Смещение применяемого времени относительно UTC составляет +3:00. Время в Солёном соответствует астрономическому времени: истинный полдень - 12:06:05 по местному времени

## Население
Динамика численности населения
| 1909  |
| ----- |
| 3 522 |

| 1911  | 1939  | 2002  | 2010  | 2011  | 2012  | 2013  |
| ----- | ----- | ----- | ----- | ----- | ----- | ----- |
| 3138  | ↗3248 | ↘2064 | ↘1738 | ↘1733 | ↘1705 | ↘1671 |
| 2014  | 2015  | 2016  | 2017  | 2018  | 2019  | 2020  |
| ↘1629 | ↘1585 | ↘1558 | ↗1573 | ↘1538 | ↘1481 | ↘1438 |
| 2021  |       |       |       |       |       |       |
| ↘1385 |       |       |       |       |       |       |

Национальный состав
| Русские                                                                  | 2 964 (91,3 %) | 1 275 (73,4 %) |
| Чеченцы                                                                  | …              | 122 (7,0 %)    |
| Аварцы                                                                   | …              | 60 (3,5 %)     |
| Даргинцы                                                                 | …              | 58 (3,3 %)     |
| Армяне                                                                   | …              | 48 (2,7 %)     |
| Калмыки                                                                  | 184 (5,7 %)    | …              |
| Цыгане                                                                   | 54 (1,7 %)     | …              |
| Показаны народы c численностью более 40 человек по состоянию на 2010 год |                |                |

## Люди, связанные с селом
- Омельченко, Яков Андреевич — Герой Социалистического Труда.
- Турченко  Павел Алексеевич — Герой Советского Союза, майор. Командир стрелкового батальона 691-го стр. полка, 383-й стр. дивизии, 33-й армии. С 1946 г. жил в г. Пятигорске, похоронен 13.4.1987 г. там же.